# Манертит
Манертит (англ. mahnertite) — мінерал класу фосфатів, арсенатів, ванадатів.

## Загальний опис
Хімічна формула: (Na, Са)Cu3(AsO4)2Cl∙5H2O. Містить (%): Na — 3,58; Ca — 0,85; Cu — 30,93; As — 26,52; H — 1,30; Cl — 3,89; O — 32,93. Зустрічається у вигляді тонких таблитчастих кристалів, сфероліти. Тетрагональна сингонія. Твердість 2-3. Густина 3,33. Колір смарагдово-зелений. Риса світло-синя. Блиск скляний. Спайність досконала. Утворюється в окиснених зонах мідних родовищ з високим вмістом арсену в асоціації з тенантитом, ковеліном, пущаровскітом, кварцом. Осн. знахідки: родовище Кап-Гарон, Франція (Cap Garonne Mine, Le Pradet, Var, Provence-Alpes-Côte d'Azur, France). Названий в честь швейцарського зоолога Ф. Манерта.